# Charles Stewart
Charles Stewart, PC, född 
26 augusti 1868 i Strabane i Ontario, död  6 december 1946 i Ottawa, var premiärminister i Alberta från 1917 till 1921.